# リアム・ケリー (1990年生のサッカー選手)
リアム・ケリー（Liam Kelly 、1990年2月10日 - ）は、イングランド・バッキンガムシャー州ニューポート・パグネル出身のスコットランド代表プロサッカー選手。ロザラム・ユナイテッドFC所属。ポジションはMF。

## 経歴

### クラブ
ミルトン・キーンズ・ドンズFCでプレーを始めたが、2007–08シーズン終了に内定されていた1年契約が取り消されたことで退団。その後、スコットランドのキルマーノックFCと契約を締結し、2010年1月にプロデビューを果たした。
2013年1月、ブリストル・シティFCに移籍。2014年6月、オールダム・アスレティックAFCに移籍。
2016年7月、レイトン・オリエントFCに移籍。
2017年7月、コヴェントリー・シティFCに移籍。
2024年5月31日、ロザラム・ユナイテッドFCに2年契約で移籍。

### 代表
イングランド生まれであるが、スコットランド代表歴がある。2012年11月のルクセンブルク代表戦でフル代表デビューを果たした。

## タイトル
キルマーノック
- スコティッシュリーグカップ: 2011–12

コヴェントリー・シティ
- EFLリーグ1: 2019-20